# Kasepää (gemeente)
Kasepää (Estisch: Kasepää vald) was tot in 2017 een gemeente in de Estlandse provincie Jõgevamaa. De gemeente telde 1194 inwoners op 1 januari 2017 en had een oppervlakte van 41,4 km².
Sinds 2017 maakt de gemeente deel uit van de gemeente Mustvee, net als de voormalige gemeenten Avinurme, Lohusuu en Saare.
Naast de hoofdplaats Raja (374 inwoners in 2020) omvatte de gemeente de dorpen Kaasiku, Kasepää, Kükita, Metsaküla, Nõmme, Omedu en Tiheda.

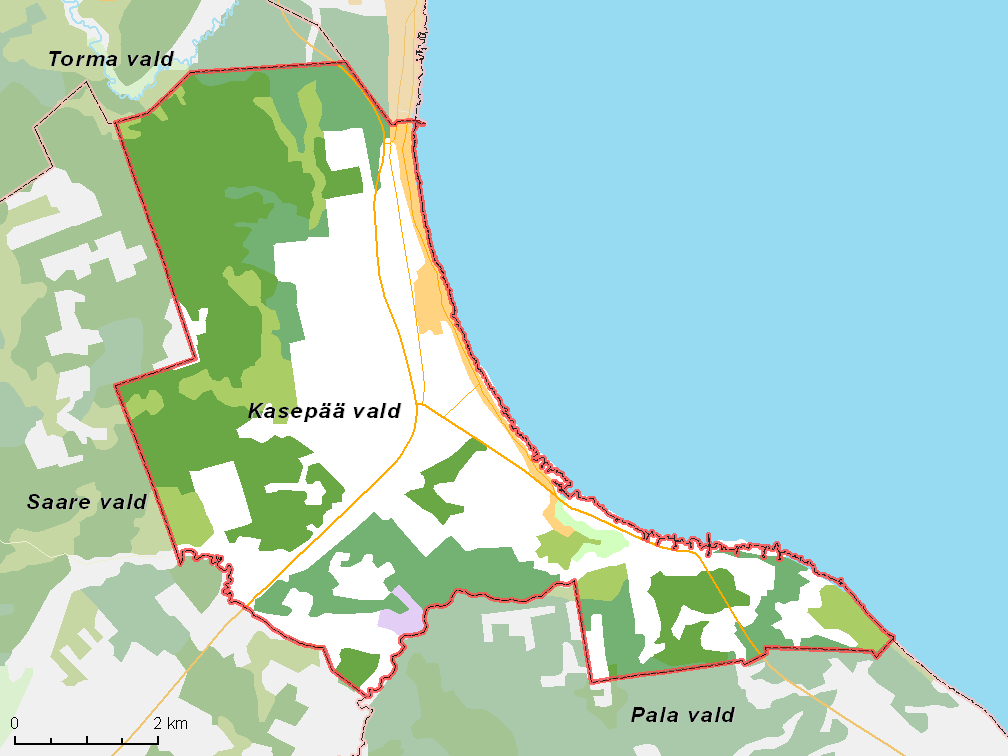
De vroegere gemeente met omliggende gemeenten